# Sigtunapartiet Samling för Sigtuna
Sigtunapartiet Samling för Sigtuna är ett lokalt politiskt parti i Sigtuna kommun. Partiet bildades 1970 och är representerat i kommunfullmäktige sedan 1971. Mandatet till kommunfullmäktige 2002 fick de i valkretsen Sigtuna Första där de fick 4,3% av rösterna.

## Valresultat
| År                 | Procent | Mandat    |
| ------------------ | ------- | --------- |
| 2002               | 2,4%    | 1 (av 51) |
| 2006               | 5,0%    | 2 (av 51) |
| 2010               | 5,9%    | 3 (av 51) |
| 2014               | 3,9%    | 2 (av 51) |
| 2018               | 3,9%    | 2 (av 51) |
| 2022 (preliminärt) | 2,5%    | 2 (av 61) |

(Procenten i tabellen gäller hela kommunen.)